# دانشگاه فاکنر
دانشگاه فاکنر یک دانشگاه خصوصی مسیحی در مونتگومری، آلاباما است. وابسته به کلیساهای مسیح است. این دانشگاه در سال 1942 توسط رکس ترنر، لئونارد جانسون و جو گریر به عنوان مدرسه کتاب مقدس مونتگومری تأسیس شد. در سال 1953 نام مدرسه به کالج مسیحی آلاباما (ACC) تغییر یافت. در سال 1965، کالج به مکان فعلی خود در بزرگراه آتلانتا منتقل شد. سال 1975 شروع پردیس‌های ماهواره ای مدرسه در موبیل، هانتسویل و بیرمنگام بود. در سال 1985، مدرسه به افتخار جیمز اچ. فاکنر، یکی از حامیان قدیمی و رئیس هیئت مدیره، به دانشگاه فاکنر تغییر نام داد.

## اعتبار
دانشگاه فاکنر توسط انجمن کالج‌ها و مدارس جنوبی برای اعطای مدرک کاردانی، کارشناسی، کارشناسی ارشد، دکترا در علوم انسانی، دکترا در مطالعات کتاب مقدس و دکترای حقوقی معتبر است.

## شهریه و کمک مالی
در سال ۲۰۱۷–۲۰۱۸، دانشگاه فاکنر دارای ۱۷۰۰ دانشجو بود که در مجموع ۷۲۲۹۳۸۸ دلار کمک هزینه فدرال دریافت کردند.